# Série de championnat de la Ligue américaine de baseball 1996
La Série de championnat de la Ligue américaine de baseball 1996 était la série finale de la Ligue américaine de baseball, dont l'issue a déterminé le représentant de cette ligue à la Série mondiale 1996, la grande finale des Ligues majeures.
Cette série quatre de sept débute le mercredi 9 octobre 1996 et se termine le dimanche 13 octobre par une victoire des Yankees de New York, quatre victoires à une sur les Orioles de Baltimore. L'année 1996 marque le début d'une nouvelle dynastie des Yankees, qui participent à la Série mondiale six fois en huit ans et ajoutent à leur palmarès quatre titres de champions de monde. 

## Équipes en présence
Les Yankees de New York, qualifiés pour les séries éliminatoires comme meilleurs deuxièmes de la Ligue américaine la saison précédente, remportent en 1996 le titre de la division Est, terminant en première position après une saison régulière de 92 victoires et 70 défaites. Pour les Yankees, il s'agit de la deuxième d'une séquence de 13 qualifications consécutives en éliminatoires, qui se terminera par une troisième place dans leur division en 2008.
Les Orioles de Baltimore prennent le second rang de la division Est, avec quatre parties de retard sur les Yankees. Cette performance de 88 gains et 74 défaites est suffisante pour leur assurer la qualification comme meilleur deuxième devant Seattle, Boston et Chicago. Baltimore joue en éliminatoires pour la toute première fois depuis leur victoire en Série mondiale 1983.
En Séries de divisions, les Orioles surprennent les Indians de Cleveland (99 victoires, 63 défaites), champions de la section Centrale et meilleure équipe des majeures pour la deuxième année de suite. Baltimore gagne cette série de première ronde trois victoires à une.
Les Yankees, éliminés dès le premier tour en 1995, triomphent en quatre matchs des Rangers du Texas, champions de l'Ouest avec une fiche de 90-72.
Les Orioles et les Yankees ayant joué dans la même division et la qualification comme meilleur deuxième n'ayant débuté qu'en 1995, les deux clubs se rencontrent pour la première fois en matchs d'après-saison.

## Déroulement de la série

### Calendrier des rencontres
| Match | Date       | Visiteur             | Hôte                 | Score              |
| ----- | ---------- | -------------------- | -------------------- | ------------------ |
| 1     | 9 octobre  | Orioles de Baltimore | Yankees de New York  | 4 - 5 (11 manches) |
| 2     | 10 octobre | Orioles de Baltimore | Yankees de New York  | 5 - 3              |
| 3     | 11 octobre | Yankees de New York  | Orioles de Baltimore | 5 - 2              |
| 4     | 12 octobre | Yankees de New York  | Orioles de Baltimore | 8 - 4              |
| 5     | 13 octobre | Yankees de New York  | Orioles de Baltimore | 6 - 4              |

### Match 1
Mercredi 9 octobre 1996 au Yankee Stadium, New York, NY.
| Orioles de Baltimore | 0 | 1 | 1 | 1 | 0 | 1 | 0 | 0 | 0 | 0 | 0 | 4 | 11 | 1 |
| Yankees de New York | 1 | 1 | 0 | 0 | 0 | 0 | 1 | 1 | 0 | 0 | 1 | 5 | 11 | 0 |
| Lanceurs partants : BAL : Scott Erickson NYY : Andy Pettitte Vic. : Mariano Rivera (1-0) Déf. : Randy Myers (0-1) HRs : BAL : Brady Anderson (1), Rafael Palmeiro (1) NYY : Bernie Williams (1), Derek Jeter (1) |   |   |   |   |   |   |   |   |   |   |   |   |    |   |

### Match 2
Jeudi 10 octobre 1996 au Yankee Stadium, New York, NY.
| Orioles de Baltimore | 0 | 0 | 2 | 0 | 0 | 0 | 2 | 1 | 0 | 5 | 10 | 0 |
| Yankees de New York | 2 | 0 | 0 | 0 | 0 | 0 | 1 | 0 | 0 | 3 | 11 | 1 |
| Lanceurs partants : BAL : David Wells NYY : David Cone Vic. : David Wells (1-0) Déf. : Jeff Nelson (0-1) Sauv. : Armando Benitez (1) HRs : BAL : Rafael Palmeiro (2), Todd Zeile (1) |   |   |   |   |   |   |   |   |   |   |    |   |

### Match 3
Vendredi 11 octobre 1996 à Camden Yards, Baltimore, Maryland.
| Yankees de New York | 0 | 0 | 0 | 1 | 0 | 0 | 0 | 4 | 0 | 5 | 8 | 0 |
| Orioles de Baltimore | 2 | 0 | 0 | 0 | 0 | 0 | 0 | 0 | 0 | 2 | 3 | 2 |
| Lanceurs partants : NYY : Jimmy Key BAL : Mike Mussina Vic. : Jimmy Key (1-0) Déf. : Mike Mussina (0-1) Sauv. : John Wetteland (1) HRs : NYY : Cecil Fielder (1) BAL : Todd Zeile (2) |   |   |   |   |   |   |   |   |   |   |   |   |

### Match 4
Samedi 12 octobre 1996 à Camden Yards, Baltimore, Maryland.
| Yankees de New York | 2 | 1 | 0 | 2 | 0 | 0 | 0 | 3 | 0 | 8 | 9  | 0 |
| Orioles de Baltimore | 1 | 0 | 1 | 2 | 0 | 0 | 0 | 0 | 0 | 4 | 11 | 0 |
| Lanceurs partants : NYY : Kenny Rogers BAL : Rocky Coppinger Vic. : David Weathers (1-0) Déf. : Rocky Coppinger (0-1) HRs : NYY : Paul O'Neill (1), Bernie Williams (2), Darryl Strawberry (1, 2) BAL : Chris Hoiles (1) |   |   |   |   |   |   |   |   |   |   |    |   |

### Match 5
Dimanche 13 octobre 1996 à Camden Yards, Baltimore, Maryland.
| Yankees de New York | 0 | 0 | 6 | 0 | 0 | 0 | 0 | 0 | 0 | 6 | 11 | 0 |
| Orioles de Baltimore | 0 | 0 | 0 | 0 | 0 | 1 | 0 | 1 | 2 | 4 | 4  | 1 |
| Lanceurs partants : NYY : Andy Pettitte BAL : Scott Erickson Vic. : Andy Pettitte (1-0) Déf. : Scott Erickson (0-1) HRs : NYY : Cecil Fielder (2), Darryl Strawberry (3), Jim Leyritz (1) BAL : Eddie Murray (1), Bobby Bonilla (1), Todd Zeile (3) |   |   |   |   |   |   |   |   |   |   |    |   |

## Joueur par excellence

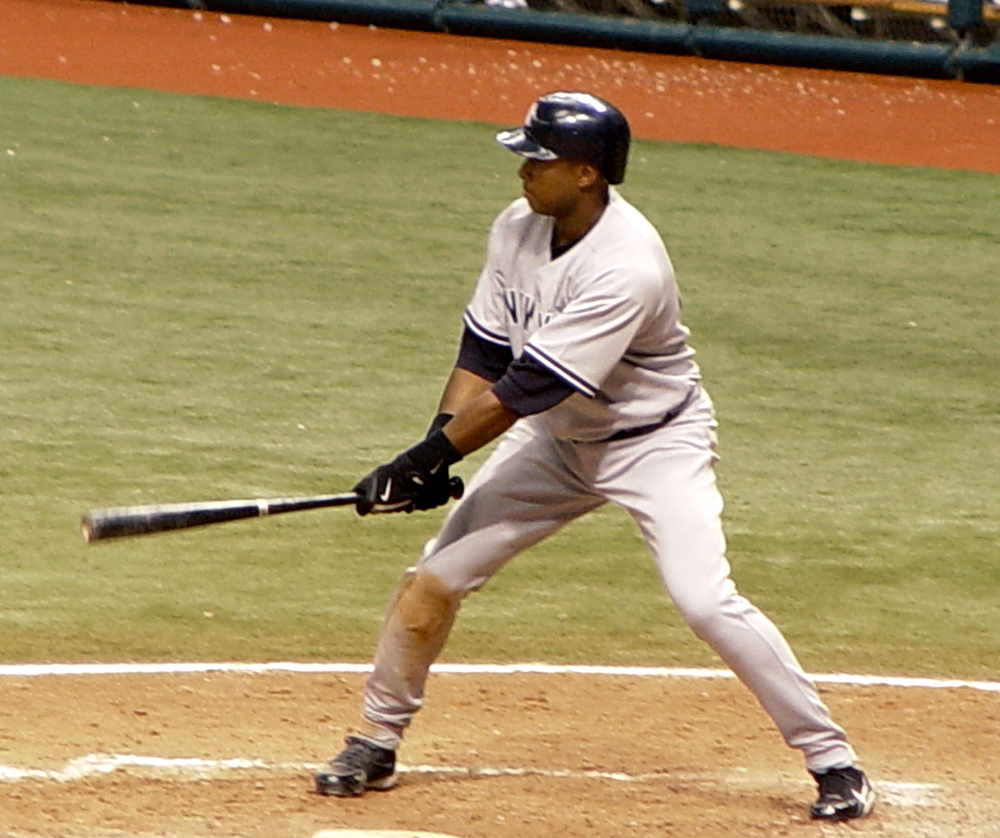
Bernie Williams.

Le voltigeur de centre des Yankees de New York Bernie Williams est nommé joueur par excellence de la Série de championnat 1996 de la Ligue américaine. Ses statistiques offensives au cours des cinq matchs contre les Orioles sont éloquentes : moyenne au bâton de ,474 et moyenne de puissance de ,947 avec neuf coups sûrs, trois doubles, deux coups de circuit, six points produits et six points marqués. De plus, il réussit un vol de but au cours de la série et soutire aux lanceurs adverses trois buts-sur-balles, ce qui élève son pourcentage de présence sur les buts à ,583 pour cette série.
Le premier de ses deux coups de circuit est réussi en 11e manche du premier match au Yankee Stadium et permet aux Yankees de se sauver avec une victoire de 5-4.